# Џек Вајт (кошаркаш)
Џексон Томас Вајт (енгл. Jackson Thomas White; Траралгон, Викторија, 5. август 1997) аустралијски је кошаркаш. Игра на позицији крила, а тренутно наступа за Оклахома Сити тандер. Играо је колеџ кошарку на Универзитету Дјук у Дараму, за Дјук Блу девилсе.
Родом из Траралгона, Вајт је играо кошарку на Аустралијском институту за спорт у Канбери, где га је регрутовало неколико програма НЦАА дивизије I. Године 2016. позван је да игра за Кернс Тајпанс, Националне кошаркашке лиге (НБЛ) као замену за повређеног играча.

## Колеџ
Вајт је четири сезоне играо колеџ кошарку за Дуке Блуе девилсе. Изабран је за капитена тима у последње две године. У својој јуниорској сезони, Вајт је у просеку имао 20,5 минута по утакмици ван клупе у тиму који је представљао најбоља 3 играча у регрутној класи за 2018: Зајон Вилијамсон, РЈ Барет и Кам Редиш. Као сениор, Вајт је у просеку постизао 3,1 поен и имао 2,9 скокова по утакмици шутирајући 38,7 одсто са терена и 72,2 одсто са линије слободних бацања. Био је изабран у АЦЦ ол-академик селекцију.

## Професионална каријера

### Мелбурн јунајтед (2020—2022)
Дана 15. јула 2020, Вајт је потписао трогодишњи уговор са Мелбурн јунајтедом из аустралијске НБЛ-а.

### Денвер нагетси (2022—данас)
У јулу 2022, Вајт је отишао у Сједињене Државе да се придружи Денвер Нагетсима за НБА Летњу лигу. 19. јула 2022. потписао је двосмерни уговор са Нагетсима. Вајт је освојио НБА првенство када су Нагетси победили Мајами хит у финалу НБА лиге 2023.

## Статистика

### НБА статистика

#### Регуларни део сезоне
| Сезона   | Екипа          | ОУ | СУ | МПУ | ПШ%  | 3П%  | СБ%  | СПУ | АПУ | УПУ | БПУ | ППУ |
| -------- | -------------- | -- | -- | --- | ---- | ---- | ---- | --- | --- | --- | --- | --- |
| 2022/23. | Денвер нагетси | 17 | 0  | 3.9 | .421 | .333 | .667 | 1.0 | .2  | .2  | .1  | 1.2 |
| Укупно   | Укупно         | 17 | 0  | 3.9 | .421 | .333 | .667 | 1.0 | .2  | .2  | .1  | 1.2 |

### Колеџ
| Сезона   | Екипа            | ОУ  | СУ | МПУ  | ПШ%  | 3П%  | СБ%   | СПУ | АПУ | УПУ | БПУ | ППУ |
| -------- | ---------------- | --- | -- | ---- | ---- | ---- | ----- | --- | --- | --- | --- | --- |
| 2016/17. | Дјук блу девилси | 10  | 0  | 6.1  | .667 | .500 | .800  | 1.3 | .1  | .1  | .2  | 2.1 |
| 2017/18. | Дјук блу девилси | 28  | 0  | 5.7  | .409 | .167 | 1.000 | 1.5 | .3  | .3  | .2  | .8  |
| 2018/19. | Дјук блу девилси | 35  | 3  | 20.5 | .359 | .278 | .852  | 4.7 | .7  | .6  | 1.1 | 4.1 |
| 2019/20. | Дјук блу девилси | 30  | 7  | 15.6 | .388 | .327 | .722  | 2.9 | .8  | .7  | .7  | 3.1 |
| Укупно   | Укупно           | 103 | 10 | 13.6 | .384 | .288 | .807  | 3.0 | .6  | .5  | .7  | 2.7 |